# Umbellozetes combinatus
Umbellozetes combinatus är en kvalsterart som beskrevs av Wang och Solhøy 1999. Umbellozetes combinatus ingår i släktet Umbellozetes och familjen Tegoribatidae. Inga underarter finns listade i Catalogue of Life.